# Verfassungsreferendum in Palau (Juli 1979)
Das Verfassungsreferendum in Palau im Juli 1979 (en.: constitutional referendum) wurde am 9. Juli 1979 in Palau abgehalten. Die Verfassung (Uchetemel a llach er a beluu er a Belau) wurde von  92 % der Stimmberechtigten angenommen und am 1. Januar 1981 in Kraft gesetzt.
Die neue Verfassung schuf einen föderalen Staat mit sechzehn Staaten. Der Präsident und der Vizepräsident werden auf vier Jahre gewählt und sind berechtigt für eine Wiederwahl, während der Olbiil Era Kelulau (National Congress) als Zweikammersystem ausgebildet ist. Die Verfassung selbst kann nur durch ein Referendum abgeändert werden und durch Zustimmung von mindestens 12 der 16 Staaten und es soll mindestens alle 15 Jahre ein Referendum darüber abgehalten werden, ob die Verfassung abgeändert werden soll.

## Ergebnisse
| Wahl                     | Stimmen | %     |
| ------------------------ | ------- | ----- |
| Für                      | 4.062   | 92,00 |
| Gegen                    | 353     | 8,00  |
| Ungültig                 | 83      | –     |
| Gesamt                   | 4.498   | 100   |
| Wähler/Wahlbeteiligung   | 6.995   | 64,30 |
| Quelle: Direct Democracy |         |       |